# Rhegmoclema peringueyi
Rhegmoclema peringueyi är en tvåvingeart som först beskrevs av Günther Enderlein 1923.  Rhegmoclema peringueyi ingår i släktet Rhegmoclema och familjen dyngmyggor. Inga underarter finns listade i Catalogue of Life.